# Get on the Good Foot (álbum)
Get On the Good Foot é o 39º álbum de estúdio do músico americano James Brown. O álbum foi lançado em 20 de novembro de 1972 pela  Polydor Records.

## Faixas
| N.º | Título                                                   | Duração |  |
| 1.  | "Get on the Good Foot, Pts. 1& 2"                        | 5:44    |  |
| 2.  | "The Whole World Needs Liberation"                       | 3:41    |  |
| 3.  | "Your Love Was Good for Me"                              | 3:20    |  |
| 4.  | "Cold Sweat" (remake)                                    | 2:53    |  |
| 5.  | "Recitation by Hank Ballard"                             | 5:54    |  |
| 6.  | "I Got a Bag of My Own"                                  | 3:30    |  |
| 7.  | "Nothing Beats a Failure (But a Try)"                    | 3:06    |  |
| 8.  | "Lost Someone" (remake)                                  | 3:56    |  |
| 9.  | "Funky Side of Town"                                     | 7:50    |  |
| 10. | "Please, Please, Please" (remake)                        | 12:19   |  |
| 11. | "Ain't That a Groove"                                    | 2:10    |  |
| 12. | "My Part/Make It Funky, Parts 3 & 4"                     | 5:14    |  |
| 13. | "Dirty Harri"                                            | 6:15    |  |
| 14. | "I Know It's True" (faixa bônus na edição de 1992 em CD) | 4:07    |  |

## Créditos
- Faixas 1, 2, 5, 9, 10, 12 e 13 produzidas e arranjadas por James Brown
- Faixas 3 e 8 produzidas por James Brown, arranjadas por Sammy Lowe
- Faixas 4, 6, 7 e 11 produzidas por James Brown, arranjadas por Dave Matthews